# Archivo de la Memoria Trans
O Archivo de la Memoria Trans é um coletivo audiovisual argentino que procura proteger, construir e reivindicar a memória trans argentina através de fotos, videos e recortes de jornais. O arquivo conta com cerca de 6.000 peças que vão desde o início do século XX até a década de 1990. A colecção segue aumentando graças às doações de material realizadas pelas sobreviventes, seus familiares e amigos.

## História

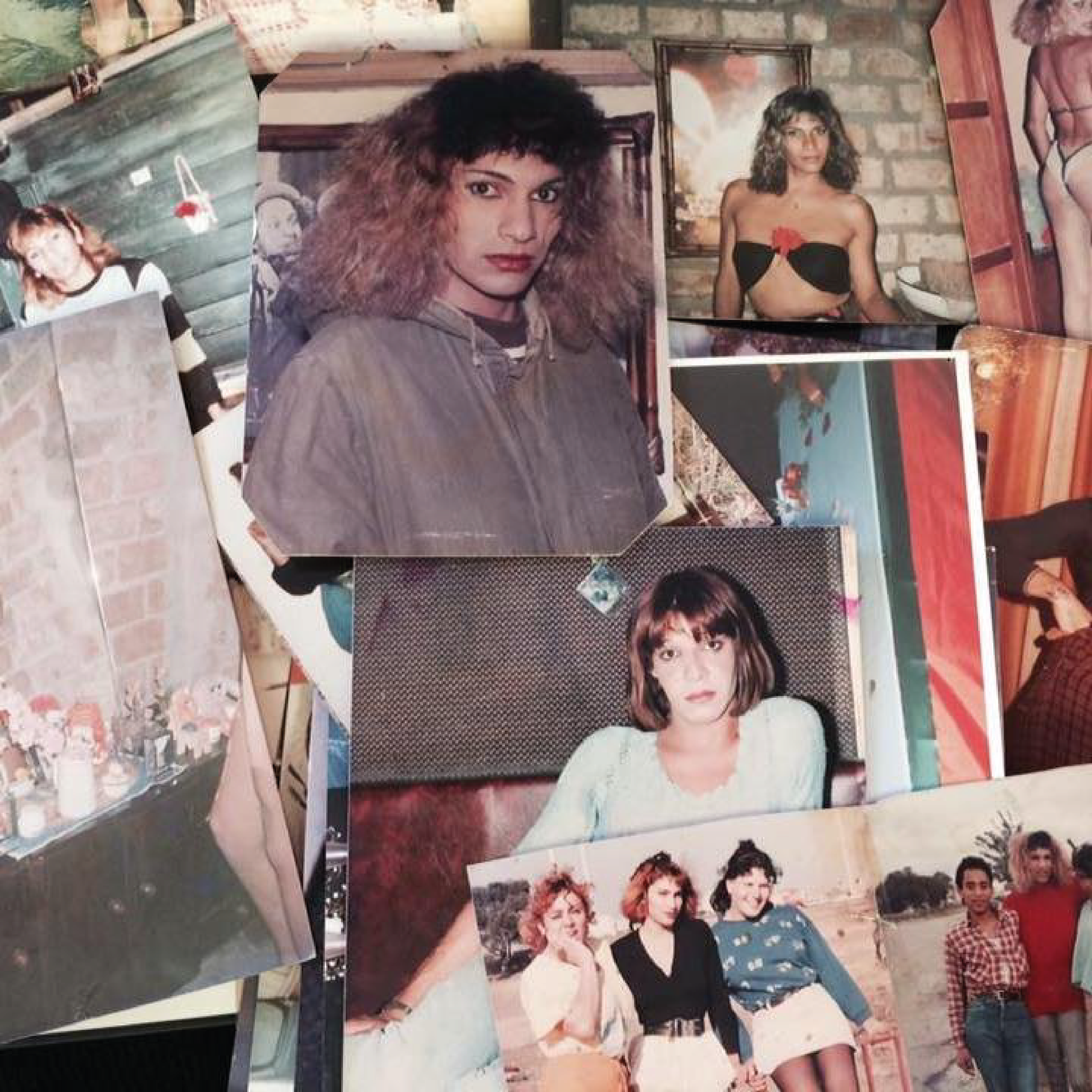
Imagem de capa do Arquivo da memória trans em Argentina

A ideia do arquivo foi de María Belém Correia e Claudia Pía Baudracco, que quiseram reunir as imagens e memórias do coletivo trans; um coletivo que tem vivido o abandono do Estado e a incompreensão e hostilidade da sociedade. Em 2012, depois do falecimento de Pía Baudracco, uma reconhecida lutadora e militante trans, María Belém Correia (que estava no exílio) iniciou a criação do projecto criando um grupo de Facebook: o Arquivo da Memória Trans, que procurava encontrar sobreviventes ou familiares e amigos. Em 2018, contava com dados de cerca de 1.200 garotas trans argentinas ou estrangeiras que viveram em Argentina. A primeira ideia do projecto era reunir às sobrevivientes, suas memórias e suas imagens, e preservar todo esse material primeiro numa biblioteca e depois num espaço virtual. Uma espécie de construção coletiva da memória trans por parte das poucas delas que sobreviveram.
O Trans Memory Archive é uma reunião de família. Surge da necessidade de nos abraçarmos novamente, de nos olharmos novamente, de nos reunirmos depois de mais de 15 anos com os companheiros que pensávamos mortos, com quem nos distanciamos por diferenças ou exílio; e com as memórias daqueles que, de fato, não estão mais aqui— 

## Criação e objectivos
O objectivo do Arquivo realizado por garotas da comunidade trans é, por um lado, a construção de um arquivo que conte a respeito de suas vidas, como forma de visibilizar a problemática da identidade de gênero na Argentina, com acesso aberto a toda a comunidade através de diferentes plataformas de acesso. Por outro lado, sendo este Arquivo fundado e desenvolvido por suas protagonistas, é um lugar de trabalho, reunião, discussão e acção a respeito da identidade de gênero e a actualidade: a inclusão trabalhista e luta por uma sociedade plural diversa e igualitária.
O material fundamental do Arquivo da Memória são os álbuns de fotos de uma grande família. Montões de carteiras e caixas do clássicos álbum de fotos das décadas de 1980 e 1990, cartas e cartões postais de viagens, atesorados por suas donas que não só conservaram suas fotos, como muitas vezes também têm ficado ao cuidado das fotos das que já não estão.
A equipa de trabalho é composta por: Maria Belém Correia, Magalí Muñiz, Carla Pericles, Carolina Figueredo, Carlos Ibarra, Ivana Bordei, Cecilia Estalles, Catalina Bartolomé, Florencia Aletta, Cecilia Saurí e Luciana de Mello.

## Exposições
- La construcción de una Líder, com fotos, cartas e objetos de Claudia Pía Baudracco. FALGBT, 2014.[5]
- En busca de la libertad, exilio y carnaval. FALGBT, 2015.[11]
- Ésta se fue, a ésta la mataram, ésta murió. Centro Cultural da Memória Haroldo Conti (antiga Esma), 2017.

## Reconhecimentos
Em 2018, o arquivo ganhou a I Convocação de Projectos de Preservação, Acesso e Salvaguarda do Património Sonoro, Fotográfico e Audiovisual da Fundação Ibermemoria, na categoria "Preservação e Acesso Documentário".

## Enlaces externos
- Página em Facebook
- Página em Tumblr
- Memórias sexodisidentes Arquivado em 2022-03-11 no Wayback Machine